# Partecipanti allo Scheldeprijs 2025
Elenco dei partecipanti allo Scheldeprijs 2025.
Lo Scheldeprijs 2025 è stato la centoundicesima edizione della corsa. Alla competizione presero parte 22 squadre: 9 iscritte all'UCI World Tour 2025, 11 UCI ProTeam e 2 UCI Continental Team.
Accreditati alla partenza 149 ciclisti.

## Corridori per squadra
Nota: R ritirato, NP non partito, FT fuori tempo, SQ squalificato
| Soudal Quick-Step      | Soudal Quick-Step      | Soudal Quick-Step      | Alpecin-Deceuninck         | Alpecin-Deceuninck         | Alpecin-Deceuninck         | Intermarché-Wanty       | Intermarché-Wanty       | Intermarché-Wanty       |
| ---------------------- | ---------------------- | ---------------------- | -------------------------- | -------------------------- | -------------------------- | ----------------------- | ----------------------- | ----------------------- |
| N°                     | Ciclista               | Clas.                  | N°                         | Ciclista                   | Clas.                      | N°                      | Ciclista                | Clas.                   |
| 1                      | Tim Merlier            | 1°                     | 11                         | Jasper Philipsen           | 2°                         | 21                      | Gerben Thijssen         | 69°                     |
| 2                      | Ayco Bastiaens         | 117°                   | 12                         | Lennert Belmans            | 132°                       | 22                      | Elmar Abma              | 137°                    |
| 3                      | Yves Lampaert          | 94°                    | 13                         | Robbe Ghys                 | 101°                       | 23                      | Vito Braet              | 97°                     |
| 4                      | Andrea Raccagni        | 68°                    | 14                         | Timo Kielich               | 103°                       | 24                      | Dries De Pooter         | 118°                    |
| 5                      | Bert Van Lerberghe     | 31°                    | 15                         | Johan Price-Pejtersen      | 114°                       | 25                      | Arne Marit              | 78°                     |
| 6                      | Warre Vangheluwe       | R                      | 16                         | Jonas Rickaert             | 30°                        | 26                      | Gijs Van Hoecke         | 73°                     |
| 7                      | Jordi Warlop           | 37°                    | 17                         | Sente Sentjens             | 109°                       | 27                      | Roel Sintmaartensdijk   | 74°                     |
| Cofidis                | Cofidis                | Cofidis                | Lidl-Trek                  | Lidl-Trek                  | Lidl-Trek                  | Red Bull-Bora-Hansgrohe | Red Bull-Bora-Hansgrohe | Red Bull-Bora-Hansgrohe |
| N°                     | Ciclista               | Clas.                  | N°                         | Ciclista                   | Clas.                      | N°                      | Ciclista                | Clas.                   |
| 31                     | Milan Fretin           | 4°                     | 41                         | Edward Theuns              | 17°                        | 51                      | Sam Welsford            | 127°                    |
| 32                     | Piet Allegaert         | R                      | 42                         | Simone Consonni            | 26°                        | 52                      | Oier Lazkano            | 108°                    |
| 33                     | Stanisław Aniołkowski  | 6°                     | 43                         | Tim Declercq               | 28°                        | 53                      | Filip Maciejuk          | 42°                     |
| 34                     | Nolann Mahoudo         | R                      | 44                         | Daan Hoole                 | 76°                        | 54                      | Ryan Mullen             | 128°                    |
| 35                     | Alexis Renard          | 44°                    | 45                         | Albert Philipsen           | 75°                        | 55                      | Sebastian Putz          | 43°                     |
| 36                     | Damien Touzé           | 46°                    | 46                         | Jakob Söderqvist           | 40°                        | 56                      | Callum Thornley         | 20°                     |
|                        |                        |                        | 47                         | Tim Torn Teutenberg        | 33°                        | 57                      | Danny van Poppel        | 5°                      |
| Team Jayco AlUla       | Team Jayco AlUla       | Team Jayco AlUla       | Team Picnic PostNL         | Team Picnic PostNL         | Team Picnic PostNL         | XDS Astana Team         | XDS Astana Team         | XDS Astana Team         |
| N°                     | Ciclista               | Clas.                  | N°                         | Ciclista                   | Clas.                      | N°                      | Ciclista                | Clas.                   |
| 61                     | Dylan Groenewegen      | 12°                    | 71                         | Pavel Bittner              | 9°                         | 81                      | Cees Bol                | 58°                     |
| 62                     | Jelte Krijnsen         | 129°                   | 72                         | Johan Dorussen             | 88°                        | 82                      | Alessio Delle Vedove    | NP                      |
| 63                     | Luka Mezgec            | 72°                    | 73                         | Patrick Eddy               | 112°                       | 83                      | Michele Gazzoli         | 95°                     |
| 64                     | Robert Donaldson       | 71°                    | 75                         | Timo Roosen                | 64°                        | 84                      | Max Kanter              | 7°                      |
| 65                     | Elmar Reinders         | 24°                    | 76                         | Julius van den Berg        | 14°                        | 85                      | Gleb Syrica             | 35°                     |
| 66                     | Campbell Stewart       | 83°                    | 77                         | Thom van der Werff         | 65°                        | 86                      | Davide Toneatti         | 32°                     |
| 67                     | Max Walscheid          | 34°                    |                            |                            |                            |                         |                         |                         |
| Equipo Kern Pharma     | Equipo Kern Pharma     | Equipo Kern Pharma     | Israel-Premier Tech        | Israel-Premier Tech        | Israel-Premier Tech        | Lotto                   | Lotto                   | Lotto                   |
| N°                     | Ciclista               | Clas.                  | N°                         | Ciclista                   | Clas.                      | N°                      | Ciclista                | Clas.                   |
| 91                     | Ibai Azanza            | 131°                   | 101                        | Ethan Vernon               | 13°                        | 111                     | Elia Viviani            | 47°                     |
| 92                     | Marc Brustenga         | 16°                    | 102                        | Itamar Einhorn             | 121°                       | 112                     | Cédric Beullens         | 18°                     |
| 93                     | Miguel Á. Fernández    | 138°                   | 103                        | Oded Kogut                 | 19°                        | 113                     | Jasper De Buyst         | 115°                    |
| 94                     | Francisco Galván       | 11°                    | 104                        | Michael Schwarzmann        | 38°                        | 114                     | Joshua Giddings         | 36°                     |
| 95                     | Nil Gimeno             | 133°                   | 105                        | Jake Stewart               | 29°                        | 115                     | Tars Poelvoorde         | 99°                     |
| 96                     | Antonio Jesús Soto     | 23°                    | 106                        | Dylan Bibic                | 62°                        | 116                     | L. van de Wynkele       | 120°                    |
| 97                     | Mats Wenzel            | 134°                   | 107                        | Kiaan Watts                | 54°                        | 117                     | Baptiste Veistroffer    | 98°                     |
| Q36.5 Pro Cycling Team | Q36.5 Pro Cycling Team | Q36.5 Pro Cycling Team | Solution Tech Vini Fantini | Solution Tech Vini Fantini | Solution Tech Vini Fantini | Team Flanders-Baloise   | Team Flanders-Baloise   | Team Flanders-Baloise   |
| N°                     | Ciclista               | Clas.                  | N°                         | Ciclista                   | Clas.                      | N°                      | Ciclista                | Clas.                   |
| 121                    | Matteo Moschetti       | 3°                     | 133                        | Felix Meo                  | 61°                        | 141                     | Brem Deman              | 105°                    |
| 122                    | Sjoerd Bax             | R                      | 134                        | Tommaso Nencini            | R                          | 142                     | Tuur Dens               | 122°                    |
| 123                    | Frederik Frison        | 80°                    | 135                        | Joann Rolando              | 90°                        | 143                     | Vincent Van Hemelen     | 102°                    |
| 124                    | Giacomo Nizzolo        | 57°                    | 136                        | Carlos Samudio             | 70°                        | 144                     | Yentl Vandevelde        | 52°                     |
| 125                    | Joseph Pidcock         | 125°                   | 137                        | Attilio Viviani            | R                          | 145                     | Ward Vanhoof            | 67°                     |
| 126                    | Jannik Steimle         | 59°                    |                            |                            |                            | 146                     | Victor Vercouillie      | 93°                     |
| 127                    | Rory Townsend          | 39°                    | 147                        | Alex Colman                | 21°                        |                         |                         |                         |
| TotalEnergies          | TotalEnergies          | TotalEnergies          | Tudor Pro Cycling Team     | Tudor Pro Cycling Team     | Tudor Pro Cycling Team     | Unibet Tietema Rockets  | Unibet Tietema Rockets  | Unibet Tietema Rockets  |
| N°                     | Ciclista               | Clas.                  | N°                         | Ciclista                   | Clas.                      | N°                      | Ciclista                | Clas.                   |
| 151                    | Anthony Turgis         | 82°                    | 161                        | Alberto Dainese            | 45°                        | 171                     | Davide Bomboi           | 55°                     |
| 152                    | Lucas Boniface         | 81°                    | 162                        | Miká Heming                | 113°                       | 172                     | Joren Bloem             | 49°                     |
| 153                    | Alexys Brunel          | R                      | 163                        | Petr Kelemen               | 89°                        | 173                     | Martijn Budding         | 119°                    |
| 154                    | Florian Dauphin        | 41°                    | 164                        | Seb. Kolze Changizi        | 116°                       | 174                     | Owen Geleijn            | 107°                    |
| 155                    | Samuel Leroux          | 63°                    | 165                        | Alexander Krieger          | 100°                       | 175                     | Axel Huens              | 111°                    |
| 156                    | Geoffrey Soupe         | 86°                    | 166                        | Marius Mayrhofer           | 77°                        | 176                     | Andreas Stokbro         | 123°                    |
| 157                    | Jason Tesson           | 15°                    | 167                        | Juan David Sierra          | 110°                       | 177                     | Abram Stockman          | 135°                    |
| Uno-X Mobility         | Uno-X Mobility         | Uno-X Mobility         | Wagner Bazin WB            | Wagner Bazin WB            | Wagner Bazin WB            | BEAT Cycling Club       | BEAT Cycling Club       | BEAT Cycling Club       |
| N°                     | Ciclista               | Clas.                  | N°                         | Ciclista                   | Clas.                      | N°                      | Ciclista                | Clas.                   |
| 181                    | Alexander Kristoff     | 8°                     | 191                        | Sasha Weemaes              | 10°                        | 201                     | Bram Dissel             | 25°                     |
| 182                    | Erlend Blikra          | 136°                   | 192                        | Cériel Desal               | 27°                        | 202                     | Tijmen Eising           | 126°                    |
| 183                    | Jonas Hvideberg        | R                      | 193                        | Michiel Lambrecht          | 22°                        | 203                     | Lars Loohuis            | 130°                    |
| 184                    | Amund G. Jansen        | 124°                   | 194                        | Jens Reynders              | 56°                        | 204                     | Marijn Maas             | 87°                     |
| 185                    | Erik Resell            | R                      | 195                        | Axandre Van Petegem        | 85°                        | 205                     | Mārtiņš Pluto           | 91°                     |
| 186                    | Rasmus Bøgh Wallin     | 48°                    | 196                        | Jelle Vermoote             | 96°                        | 206                     | D. van Sintmaartensdijk | 51°                     |
| 187                    | Anders Skaarseth       | R                      | 197                        | Loïc Vliegen               | 84°                        | 207                     | Hidde van Veenendaal    | 106°                    |
| Tarteletto-Isorex      |                        |                        |                            |                            |                            |                         |                         |                         |
| N°                     | Ciclista               | Clas.                  |                            |                            |                            |                         |                         |                         |
| 211                    | Timothy Dupont         | 50°                    |                            |                            |                            |                         |                         |                         |
| 212                    | Siebe Bauwens          | 104°                   |                            |                            |                            |                         |                         |                         |
| 213                    | Jordy Decottignies     | 60°                    |                            |                            |                            |                         |                         |                         |
| 214                    | Ewout de Keyser        | 79°                    |                            |                            |                            |                         |                         |                         |
| 215                    | Bo Godart              | 92°                    |                            |                            |                            |                         |                         |                         |
| 216                    | Gianni Marchand        | 66°                    |                            |                            |                            |                         |                         |                         |
| 217                    | Arne Santy             | 53°                    |                            |                            |                            |                         |                         |                         |